# 聖保羅廣場

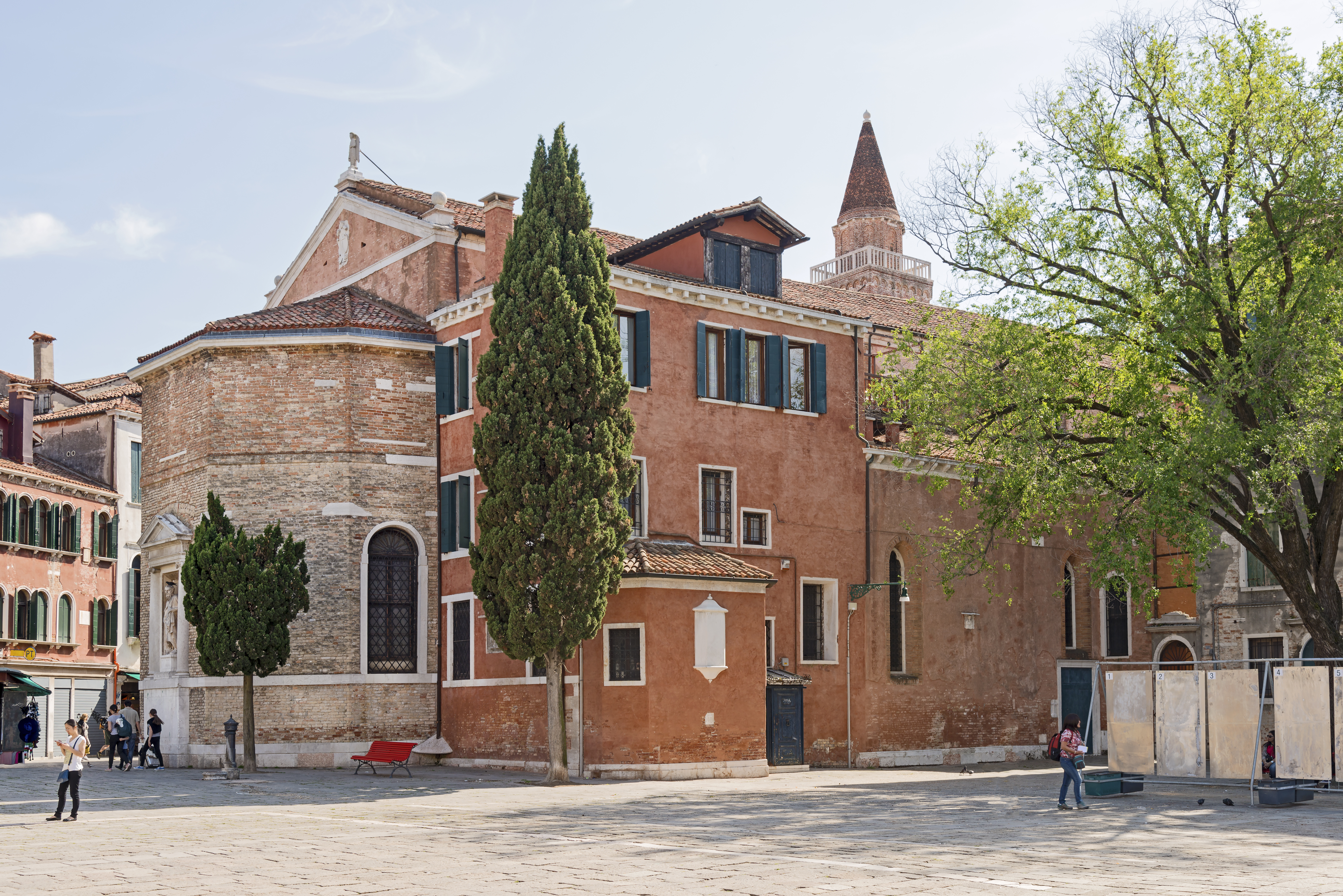
聖保羅廣場 - 圣保罗教堂

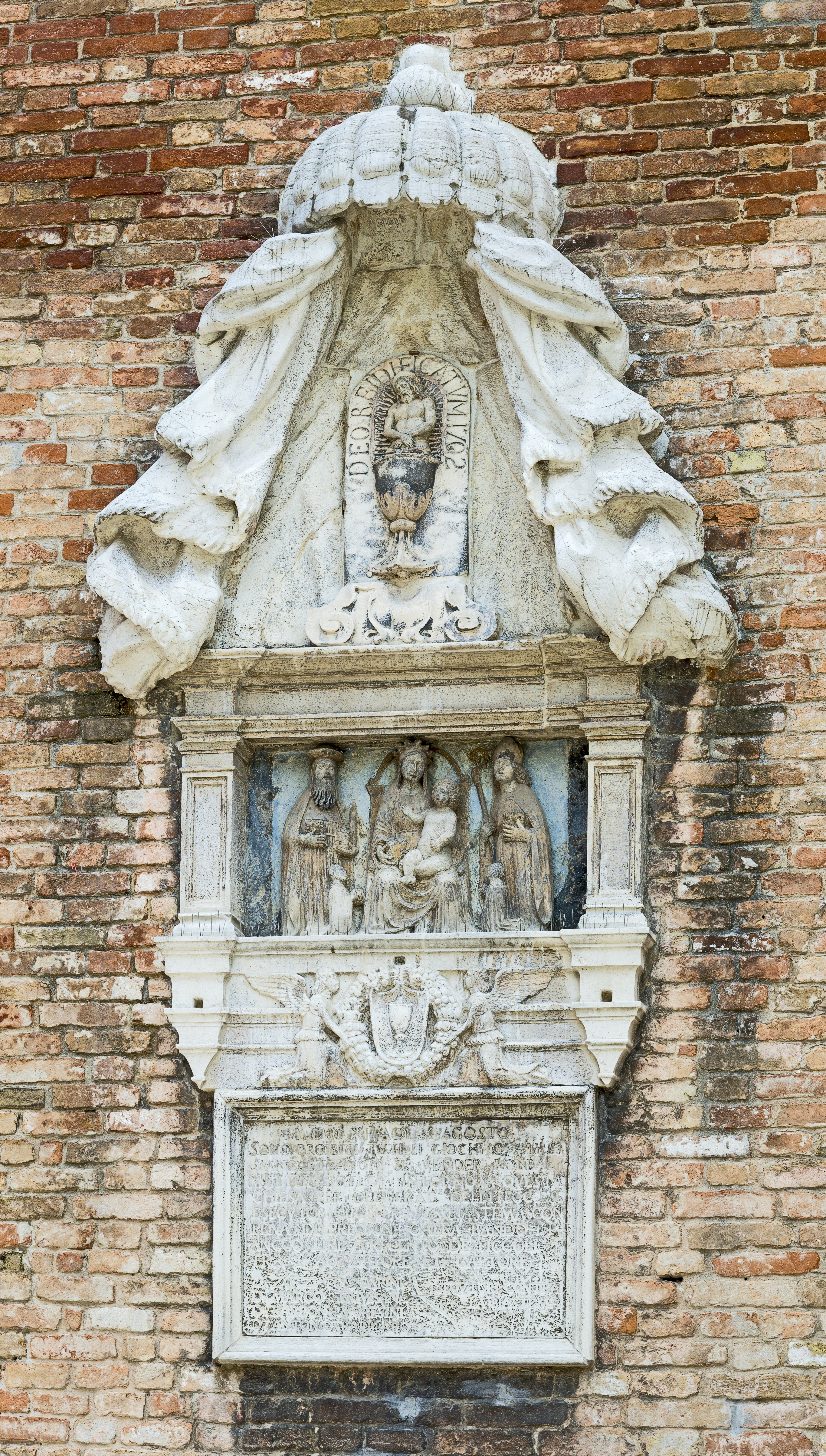
对游戏的禁令板

聖保羅廣場 （義大利語：Campo San Polo）是義大利城市威尼斯的一座廣場，也是威尼斯聖馬可廣場之後第二大的廣場。廣場原本是放牧和農業用地，也曾經是鬥牛、演講、假面舞會的會場。現在聖保羅廣場仍然用來舉辦威尼斯嘉年華會，並且在威尼斯電影節期間還是露天音樂會和放映會的會場。